# Ur Sulcus
L'Ur Sulcus è una struttura geologica della superficie di Ganimede.